# Greg Fasala
Greg Fasala, né le 10 mai 1965, est un nageur australien.

## Biographie
Aux Jeux olympiques d'été de 1984 à Los Angeles, Greg Fasala remporte la médaille d'argent à l'issue de la finale du 4x100 mètres nage libre avec Neil Brooks, Michael Delany et Mark Stockwell.